# Dassault Falcon 7X

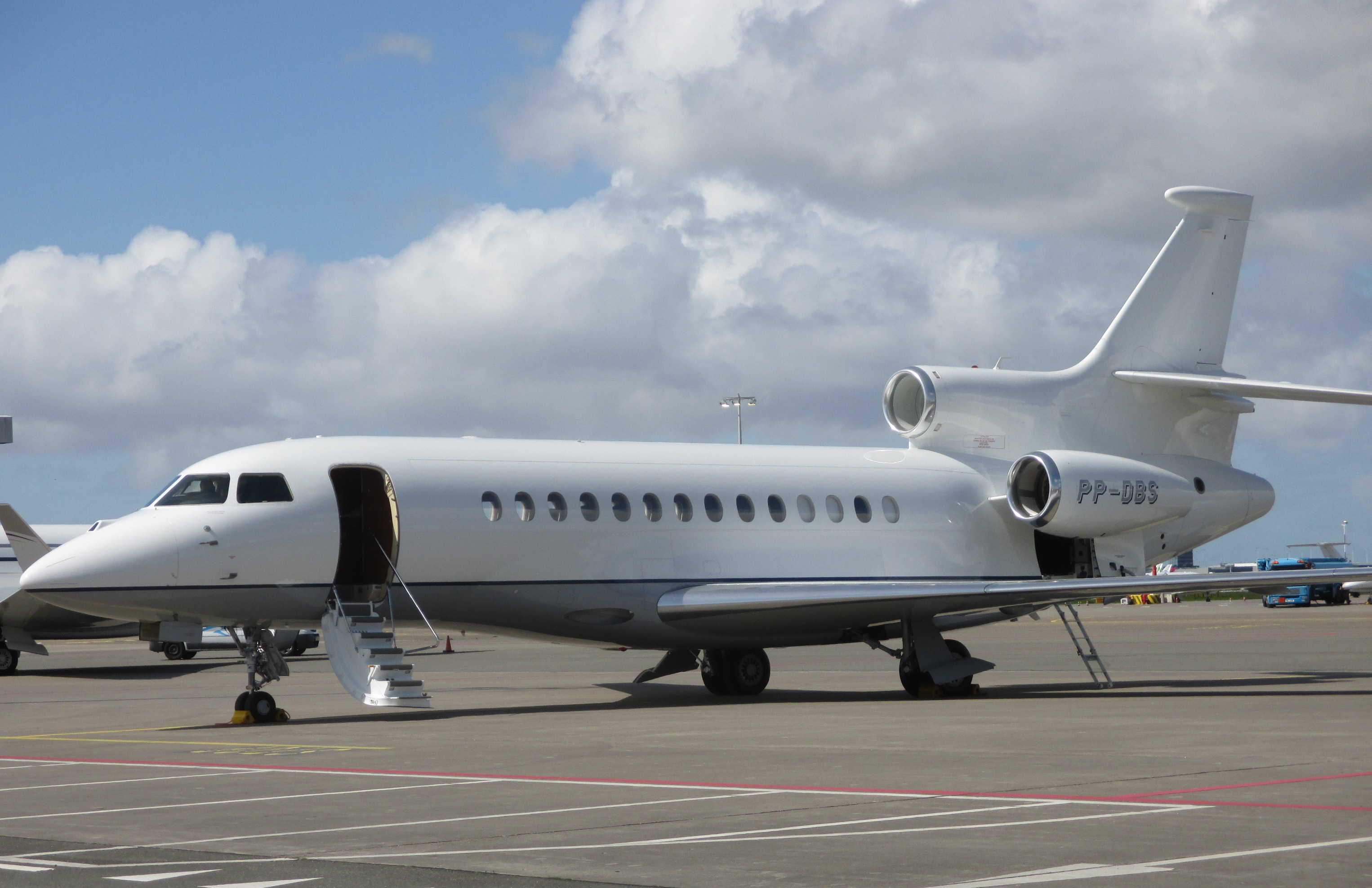
Dassault Falcon 7X - Schiphol Oost, april 2023

De Dassault Falcon 7X is een grote privéjet van de Franse vliegtuigbouwer Dassault Falcon Jet. Het toestel werd voor het eerst voorgesteld in 2005.

## Geschiedenis
De Dassault Falcon 7X is Dassaults recentste (2008) privéjet. Het vliegtuig werd in februari 2005 voorgesteld nabij Bordeaux. Op 5 mei van datzelfde jaar maakte het toestel een eerste vlucht. In april 2007 werd het gecertifieerd en in juni 2007 kwam het in dienst.
Het eerste toestel werd gekocht door Serge Dassault, voorzitter van de Groupe Dassault. Sinds september 2006 staan ook al 165 bestellingen genoteerd voor levering tussen 2008 en 2014.
De Falcon 7X heeft een vliegbereik van 11 000 kilometer en kan dertien uren non-stop vliegen. In de cockpit heeft het vliegtuig Dassaults (Honeywell EPIC) moderne EASy-avionicasysteem. EASy staat voor Enhanced Avionic System.
Zoals Dassaults andere modellen wordt ook de 7x in Frankrijk gebouwd en in Little Rock in de Verenigde Staten afgewerkt.